# 火烧黑泡子
火烧黑泡子是一个位于中国黑龙江省杜尔伯特县的湖泊，面积约为150平方千米。